# Chunkunab
Chunkunab es un yacimiento arqueológico maya precolombino, correspondiente al periodo posclásico temprano, situado cerca de la comisaría de Ticum en el municipio de Tekax, Yucatán, México. 
Las peculiares estructuras redondas existentes en el sitio difieren significativamente de aquellas del estilo Puuc predominante en esta región del sur del estado de Yucatán.

## Descripción del sitio
El sitio cubre aproximadamente 45 ha en las que se encuentran siete estructuras, la mayoría de las cuales están en la parte alta de la denominada Sierrita, una serranía baja en el sur del estado mexicano de Yucatán, zona en la que se desarrollaron un conjunto de ciudades mayas del periodo clásico y posclásico, identificadas todas con el estilo denominado Puuc. 
Hay en el yacimiento una plaza que consta de tres estructuras. La de la parte sur, es un edificio de 3 m de alto por más de 50 m de longitud, construido sobre una plataforma. En el centro del edificio hay otra estructura elíptica de proporciones y tamaño similares a los de la vivienda tradicional maya en todo Yucatán, y que está adornada con piedras labradas.
Hay también en el edificio ocho habitáculos, uno de los cuales está adornado en su entrada por un mascarón. Los cuartos tienen techos abovedados pero el clásico arco falso maya tiene en su parte inferior una ligera curvatura que modifica su forma tradicional. Se encuentran asimismo otras estructuras similares a 50 m del edificio elíptico. Más alejado aún, hay otro gran edificio con numerosas habitaciones, cuyos costados miden casi 300 m de longitud.
El yacimiento en general presenta un fuerte deterioro por la erosión propia del clima, pero también hay evidencias del saqueo a que estuvo sujeto. En la actualidad está custodiado y protegido por el Instituto Nacional de Antropología e Historia de México. Puede visitarse.